# Cam Neely
Cameron Michael Neely (narozen 6. června 1965) je bývalý profesionální kanadský hokejista. Jako pravé křídlo hrál mezi lety 1983 a 1996 v NHL, za týmy Vancouver Canucks a Boston Bruins. Momentálně je viceprezidentem v organizaci Bruins.

## Hráčská kariéra
Neely se narodil v Comoxu, v kanadské provincii Britská Kolumbie. Většinu své juniorské kariéry hrál v Ridge Meadows Hockey Association a byl také zařazen na seznam významných osobností města Maple Ridge. V roce 1983 ho na devátém místě draftovali Vancouver Canucks. To se stalo po úžasné sezoně s týmem Portland Winter Hawks v juniorské Western Hockey League, ve které se Hawks stali prvním týmem z USA, který vyhrál Memorial Cup pro nejlepší tým ze tří hlavních kanadských juniorských lig. Po třech sezonách za Canucks byl společně s výběrem v prvním kole draftu (kterým byl nakonec jako třetí celkově draftován Glen Wesley) vyměněn do Boston Bruins za Barryho Pedersena. Skoro hned bylo všem jasné, že Bruins získali to lepší z trejdu. V dalším roce, Neely vedl Bruins s 36 góly a jeho 72 bodů bylo více než dvojnásobek výkonu v předchozí sezoně.
Neelyho úspěch pocházel z tvrdé a rychle vypálené střely, ale také z fyzické hry. Stejně jako měl dobré střely, tak dobré byly i jeho devastující bodyčeky. Stal se prototypem pravého power forvarda a rok co rok na draftu generální manažeři hledají talenty, kteří hrají stylem Cama Neelyho.
Dne 11. května 1991 ve třetím zápase finále Východní konference, byl Neely udeřen Ulfem Samuelssonem, což se opakovalo i v šestém zápase. Mnoho lidí považovalo Samuelssonovy hity za nečisté. Situaci zhoršilo to, že Neely byl diagnostikován s zánětlivou nemocí v koleni a zbytek sezony nemohl hrát. Jeho bolest přetrvala a více než 49 zápasů v sezoně už nikdy nehrál. I tak byl ale skvělým střelcem. Pouze Wayne Gretzky, Mario Lemieux a Brett Hull dokázali mít lepší průměr gólů na zápas než Neely v sezoně 1993-94, kdy ve 44 zápasech vstřelil 50 gólů. Dále jen deseti hráčům se povedlo zaznamenat lepší průměr gólů na zápas v celé kariéře. Třikrát pokořil hranici 50 gólů v sezoně, pětkrát hrál v Utkání hvězd a v letech 1988, 1990, 1991 a 1994 byl zvolen do Druhého výběru hvězd NHL.
Jeho výkony v bolestech byly později oceněny, když získal Bill Masterton Memorial Trophy za oddanost hokeji. Další problémy, tentokrát s bokem, ho přinutili ukončit kariéru v roce 1996. Jeho číslo 8 bylo vyřazeno týmem Bruins a Neely se tak stal desátým hráčem s vyřazeným číslem v historii týmu.
V roce 2005 byl Neely uveden do Hokejové síně slávy.
Neelyho cítění hodně poznamenala úmrtí jeho rodičů na rakovinu. Tak se stal aktivním v tomto charitativním oboru a společně s bostonskou nemocnicí Tufts Medical Center provozuje fond „Cam Neely Foundation“ a pacienti Tufts Medical Center postižení rakovinou jsou léčeni v „Neely House“.
Neely také hrál v seriálu blízkého přítele Denise Learyho „Rescue Me“, kde hrál amatérského hokejistu hrajícího za newyorské hasiče. Neely se objevil i v několika dalších populárních seriálech a filmech.
Bývalá wrestlingová osobnost, Justin LaRouche, se zúčastňovala wrestlingových klání pod přezdívkou „Bam Neely“, což je kombinace Neelyho přezdívky a jména.
Dne 25. září 2007 byl Neely jmenován viceprezidentem Boston Bruins.

## Ocenění a úspěchy

### NHL
- 1988 Druhý All-Star Team
- 1990 Nejvíce vstřelených vítězných branek
- 1990 Druhý All-Star Team
- 1991 Druhý All-Star Team
- 1994 Nejvíce vstřelených vítězných branek
- 1994 Druhý All-Star Team
- 1994 Bill Masterton Memorial Trophy
- 2010 Lester Patrick Trophy

### Mezinárodní
- 2006 Hokejová síň slávy

## Prvenství
- Debut v NHL – 5. října 1983 (Vancouver Canucks proti Calgary Flames)
- První gól v NHL – 9. října 1983 (Vancouver Canucks proti Toronto Maple Leafs, kanadskému brankáři Rick St. Croix)
- První asistence v NHL – 31. října 1983 (Vancouver Canucks proti Boston Bruins)
- První hattrick v NHL – 7. února 1987 (Boston Bruins proti Toronto Maple Leafs)

## Klubové statistiky
| Sezóna       | Klub                  | Soutěž       |     | Základní část | Základní část | Základní část | Základní část | Základní část |    | Play off | Play off | Play off | Play off | Play off |
| Sezóna       | Klub                  | Soutěž       | Z   | G             | A             | B             | TM            | Z             | G  | A        | B        | TM       |          |          |
| 1982–83      | Portland Winter Hawks | WHL          | 72  | 56            | 64            | 120           | 130           | 14            | 9  | 11       | 20       | 17       |          |          |
| 1983–84      | Portland Winter Hawks | WHL          | 19  | 8             | 18            | 26            | 29            | —             | —  | —        | —        | —        |          |          |
| 1983–84      | Vancouver Canucks     | NHL          | 56  | 16            | 15            | 31            | 57            | 4             | 2  | 0        | 2        | 2        |          |          |
| 1984–85      | Vancouver Canucks     | NHL          | 72  | 21            | 18            | 39            | 137           | —             | —  | —        | —        | —        |          |          |
| 1985–86      | Vancouver Canucks     | NHL          | 73  | 14            | 20            | 34            | 126           | 3             | 0  | 0        | 0        | 6        |          |          |
| 1986–87      | Boston Bruins         | NHL          | 75  | 36            | 36            | 72            | 143           | 4             | 5  | 1        | 6        | 8        |          |          |
| 1987–88      | Boston Bruins         | NHL          | 69  | 42            | 27            | 69            | 175           | 23            | 9  | 8        | 17       | 51       |          |          |
| 1988–89      | Boston Bruins         | NHL          | 74  | 37            | 38            | 75            | 190           | 10            | 7  | 2        | 9        | 8        |          |          |
| 1989–90      | Boston Bruins         | NHL          | 76  | 55            | 37            | 92            | 117           | 21            | 12 | 16       | 28       | 51       |          |          |
| 1990–91      | Boston Bruins         | NHL          | 69  | 51            | 40            | 91            | 98            | 19            | 16 | 4        | 20       | 36       |          |          |
| 1991–92      | Boston Bruins         | NHL          | 9   | 9             | 3             | 12            | 16            | —             | —  | —        | —        | —        |          |          |
| 1992–93      | Boston Bruins         | NHL          | 13  | 11            | 7             | 18            | 25            | 4             | 4  | 1        | 5        | 4        |          |          |
| 1993–94      | Boston Bruins         | NHL          | 49  | 50            | 24            | 74            | 54            | —             | —  | —        | —        | —        |          |          |
| 1994–95      | Boston Bruins         | NHL          | 42  | 27            | 14            | 41            | 72            | 5             | 2  | 0        | 2        | 2        |          |          |
| 1995–96      | Boston Bruins         | NHL          | 49  | 26            | 20            | 46            | 31            | —             | —  | —        | —        | —        |          |          |
| Celkem v NHL | Celkem v NHL          | Celkem v NHL | 726 | 395           | 299           | 694           | 1241          | 93            | 57 | 32       | 89       | 168      |          |          |